# متیل ایزوسیانات
متیل ایزوسیانات (به انگلیسی: Methyl isocyanate) با فرمول شیمیایی C۲H۳NO یک ترکیب شیمیایی با شناسه پاب‌کم ۱۲۲۲۸ است؛ که جرم مولی آن ۵۷٫۰۵۱ g/mol می‌باشد.